# Хром
Хромът е твърд, бял, преходен метал с атомен номер 24. Символът му е Cr. Открит е в червена оловна руда, наречена крокоит. Носи названието си от гръцкото хромос, означаващо цвят, защото неговите съединения имат различни цветове.

## История
През 1766 г. недалеч от Екатеринбург, в планината Урал, бил открит минералът крокоит (оловна руда) с неизвестен състав. Близо 30 години той е предизвиквал немалко спорове сред учените. Едва през 1797 г., изследвайки крокоита, френският химик Л. Н. Воклен е получил ново трудно топимо вещество. Той действал на крокоита с поташ (K2CO3) и превърнал оловният хромат в калциев хромат. След това с помощта на солна киселина получил хромов оксид и вода. Воклен нагрял оксида в графитов тигел с въглища, като така за първи път е получен новият сив трудно топим метал хром. Воклен нарекъл новия метал „хромиум“ (от гръцката дума „хроме“ – цвят, боя), заради разнообразието от цветове на неговите съединения.

## Разпространение
Хромът се среща в много минерали. Крокоитът (PbCrO4) е слабо разпространен и може да съдържа примеси от сребро и цинк. Най-използваната търговска форма е дихромният триоксид (Cr2O3), съчетан с FeO в рудата FeO•Cr2O3 (хромит). Хромът се среща и в руди с магнезиев, алуминиев и силициев оксид, като берила и корунда, придавайки специфично оцветяване на техни монокристали. Друг разпространен минерал е хромовата охра – Cr2O3. По разпространеност в земната кора заема 0,01% по маса, което го нарежда на 21-во място сред елементите.

## Физични свойства
В компактно състояние, металът хром е сиво-бяло твърдо вещество със силен метален блясък. В много чисто състояние е твърд, ковък и изтеглив. Спада към тежките метали с плътност (ρ = 7,2 g/cm3) и трудно топимите метали (Tт = 1890 °C, Tк = 3390 °C). Физичните и химичните му свойства в голяма степен зависят от примесите. Например техническият хром, който съдържа примеси, има по-ниска температура на топене и много висока твърдост. Чистият хром е пластичен. Хромът притежава всички характерни свойства за металите – добра електро- и топлопроводимост.

### Изотопи
Хромът има 4 стабилни изотопа с масови числа 50Cr, 52Cr, 53Cr и 54Cr. Най-разпространен е изотопът 52Cr. Всички хромови изотопи са получени в железния пик на най-голяма енергия на свързване на нуклон в ядрото. За 50Cr е възможен двоен β+-разпад. Получени и изследвани са 22 радиоактивни изотопа на хрома с периоди на полуразпад между месец и части от секундата.

## Химични свойства
Хромът е първият елемент от VIБ група (шеста група). Намира се в IV период. Електронната структура на хрома е [Ar]3d54s1. Прибавят се два електрона в 3d слоя, а един електрон остава в 4s слоя, в сравнение с ванадия. Най-стабилните степени на окисление на хрома са +6, +3 и +2, но са известни и +5, +4, +1, -1 и -2.
Елементът хром е устойчив на въздух и чист кислород. Образува се здрав и непроницаем повърхностен слой, устойчив на агресивни течности и газове, с дебелина 5×10-10 m. В кислородна среда се окислява до Cr2O3, а във водна среда до CrO2. Известни са още CrO и CrO3.
Пасивира се от концентрирани HNO3 и H2SO4 и царска вода на студено.
Образува интерметални съединения и твърди разтвори с много метали.

## Химични съединения

### Халогениди[2]
| Степен на окисление | Флуорид     | Хлорид                 | Бромид           | Йодид             |
| ------------------- | ----------- | ---------------------- | ---------------- | ----------------- |
| +2                  | CrF2 зелен  | CrCl2 бял              | CrBr2 бял        | CrI2 червенокафяв |
| +3                  | CrF3 зелен  | CrCl3 челвено-виолетов | CrBr3 тъмнозелен | CrI3 тъмнозелен   |
| +4                  | CrF4 зелен  | (CrCl4)                | (CrBr4)          | —                 |
| +5                  | CrF5 червен | —                      | —                | —                 |
| +6                  | CrF6 жълт   | —                      | —                | —                 |

#### Халотениди на Cr+2
Безводните хромни халогениди CrX2 се получават при загряване на хром със съответните халогеноводороди при 600 – 700 °C или чрез редкция на CrX3 с водородпри същите условия. Всички те имат октаедрична координация на деформирана рутилова структура ими структура CdI2. Водните им разтвори се получават при разтваряне на хром в халогеноводородни киселини в инертна атмосфера или чрез електролитна редукция на разтвор на CrI3 в инертна атмосфера. Редукцията може да се получи и с цинкова амалгама. Разтворите на хромните (II) халогениди имат небесносин цвят, какъвто е и цветът на хидратния Cr2+. Кристализират като хидрати – CrCl2•4H2O, CrBr2•6H2O.

#### Халогениди на Cr+3
При хрома са познати всички трихалогениди, които, без CrF3, се получават при пряк синтез на елементите при висока температура. Хромният трихлорид може да се получи по реакцията:
{\textstyle {\ce {Cr2O3 + 3Cl2 + 3C -> 2CrCl3 + 3 CO}}}.
Хромният трифлуорид се получава при взаимодействието на CrCl3 с флуор при 500 °C. Той е малко разтворим и може да се утаи като CrF3•6H2O.
От хромните  трихалогениди представлява интерес CrCl3, който, получен по сух път, кристализира като червено-виолетови люспи. Разтварянето им във вода става бавно, макар че е много разтворим. То се ускорява в присъствие на дори и малка концентрация от редуктор.
При разтваряне на хром или дихромен триоксид в солна киселина от разтвора кристализира хексахидрат, при който се наблюдават три изомера в зависимост от мястото на водните молекули в координационните сфери – [Cr(H2O)6]Cl3 – виолетов, [CrCl(H2O)5]Cl2•H2O – бледозелен и [CrCl2(H2O)4]Cl•H2O – тъмнозелен. Тези хидратни форми се получават при различни условия и могат да се различат по цвета и реакцията си с AgNO3, при която взаимодействат само хлорните йони от външната сфера.

### Оксиди[2]
| Степен на окисление           | Оксид                      |
| ----------------------------- | -------------------------- |
| +3                            | Cr2O3                      |
| +4                            | CrO2                       |
| междинни степени на окисление | Cr3O8, Cr2O5, Cr5O12 и др. |
| +6                            | CrO3                       |

Хромният оксид (CrO) е твърдо, черно вещество. Притежава алкални свойства и реагира само с киселини.
Дихромният триоксид, Cr2O3, е твърдо тъмнозелено вещество, с температура на топене 2265 °C. Благодарение на своя наситен цвят и голямата си устойчивост на атмосферни влияния, той служи за изготвяне на маслени бои, в частност „хромово зелено“. Поради твърдостта си, оксидът се използва за полиращо средство и е неразтворим във вода. Получава се лесно при нагряване на амониев дихромат:
{\textstyle {\ce {(NH4)2Cr2O7 ->[{t°}] N2 + Cr2O3 + 4H2O}}}
Хромният диоксид, CrO2, е отровно тъмночервено кристално вещество. Той е типичен киселинен оксид и се разтваря във вода до хромни киселини.
Хромният триоксид, CrO3, е оранжево-червен, типичен анхидрид и силен окислител. Той е кристално вещество, което реагира с влажен въздух до средносилната хромна киселина, H2CrO4, която образува жълти соли. Над 200 °C се разлага с отделяне на кислород и редуциране до дихромен триоксид:
{\displaystyle {\ce {4CrO3 ->[{T}] 2Cr2O3 + 3O2 ^}}}

### Хидроксиди и киселини
Хромът образува четири хидроксида – Cr(OH)2, Cr(OH)3, H2CrO4 и H2Cr2O7.
Дихидроксидът проявява основни свойства, а трихидроксидът е амфотерен.
Хромовата и дихромовата киселини съществуват само във воден разтвор.

## Получаване
Главни източници на хромовата руда са Южна Африка, Зимбабве, Русия, Турция, Албания, Финландия и Филипините.
При редукция на хромит с кокс се получава сплавта ферохром, която се използва за хромиране на стомана. Чист хром се получава също от хромит. Рудата се стапя със сода или алкална основа, като през стопилката се продухва въздух. Хромът се окислява до Cr6+, а желязото се окислява до алкален ферат:
{\displaystyle {\ce {FeO.Cr2O3 + 6 NaOH + 5/2 O2 -> Na2FeO4 + 2Na2CrO4 + 3H2O}}}
Сместа се обработва с вода и след филтруване се подкиселява, а фератният йон окислява H+ до H2O, при което се отделя и кислород:
{\displaystyle {\ce {2FeO4^2- + 4H^+ -> 2Fe3^+ + 3O2 + 2H2O}}}, а Fe3+ се редуцира до Fe2O3.
При тези условия CrO42- се превръща в бихроматен йон, без Cr6+ да променя степента си на окисление:
{\displaystyle {\ce {2CrO4^2- + 2H+ -> Cr2O7^2- + H2O}}}.
Натриевият бихромат кристализира, и при редукция със сяра или въглен се получава Cr2O3:
{\displaystyle {\ce {Na2Cr2O7 + 2C -> Cr2O3 + Na2CO3 + CO}}}
{\displaystyle {\ce {Na2Cr2O7 + S -> Cr2O3 + Na2SO4}}}
От този оксид се получава чист хром чрез алуминотермия:
{\displaystyle {\ce {Cr2O3 + 2Al -> Al2O3 + 2Cr}}}

## Приложение
Хромът се употребява най-много в автомобилната промишленост за хромиране на метални части и за получаване на хромова стомана. Тя се отличава с голяма твърдост и киселиноустойчивост.
Широко приложение намират хромовите сплави. Хромът е основният легиращ елемент за направата на неръждаеми стомани. Добавен в концентрации над 11% към желязото хромът води до т.нар. пасивиране на стоманата. На повърхността се образува защитна покривка от хромов оксид, която предпазва желязото от корозия.
Хромовите легирани стомани притежават ценни качества като корозионна и повишена механична устойчивост. Например хромовата стомана, която съдържа 28% Cr, е огнеупорна и служи за направата на реактивни двигатели. Най-често се употребяват хром-никеловите стомани.
Солите на хрома придават изумрудено зеления цвят на стъклото и е отговорен за червения цвят на рубина, като се използва за производство на синтетични рубини.
Хромът се използва за хромиране на различни метални предмети. Освен че им придава по-красив външен вид, той ги предпазва от корозия.
Много от съединенията на хрома се използват като пигменти за направата на бои. Също така хромови съединения се използват при обработката на животински кожи.
Съединенията на хрома са силно отровни. Приети вътрешно, те нанасят сериозни поражения на бъбреците и нервната система. Поглъщането на шествалентен хром може да увреди черния дроб, да увеличи риска от рак на белия дроб и да причини астматичен бронхит.